# Ivo Ulich
Ivo Ulich (ur. 9 września 1974 w Opočnie) – piłkarz czeski grający na pozycji środkowego pomocnika. W reprezentacji Czech rozegrał 10 meczów i strzelił 1 gola.

## Kariera klubowa
Karierę piłkarską Ulich rozpoczynał w klubie Spartak Nové Město nad Metuji, a następnie w TJ Náchod. W 1988 roku został zawodnikiem FC Hradec Králové. W 1992 roku awansował do kadry pierwszej drużyny, a w 1993 został wypożyczony do VTJ Karlovy Vary. W 1994 roku wrócił do pierwotnego zespołu i zadebiutował w jego barwach w pierwszej lidze czechosłowackiej. W 1995 roku zdobył z Hradcem Králové Puchar Czech. Latem 1996 roku przeszedł z Hradca Králové do Slavii Praga. W 1997 roku zdobył z nią swój drugi Puchar Czech, a w 1999 roku - trzeci.
Latem 2001 roku Ulich przeszedł ze Slavii do niemieckiego pierwszoligowca, Borussii Mönchengladbach. Zadebiutował w niej 28 lipca 2001 w zwycięskim 1:0 domowym spotkaniu z Bayernem Monachium. 30 marca 2002 w meczu z Herthą Berlin (3:1) strzelił swoją pierwszą bramkę w Bundeslidze.
W 2005 roku Ulich został wypożyczony z Borussii do japońskiego Vissel Kobe. Po powrocie do Niemiec w 2006 roku zmienił klub i został piłkarzem Dynama Drezno. Wiosną 2006 spadł z Dynamem z 2. Bundesligi do Regionalligi. W 2008 roku zakończył karierę.
| Sezon   | Klub                     | Kraj           | Rozgrywki      | Mecze | Bramki |
| ------- | ------------------------ | -------------- | -------------- | ----- | ------ |
| 1992/93 | FC Hradec Králové        | Czechosłowacja | I liga         | 0     | 0      |
| 1993/94 | VTJ Karlovy Vary         | Czechy         | IV liga        | ?     | ?      |
| 1994/95 | FC Hradec Králové        | Czechy         | Gambrinus Liga | 23    | 1      |
| 1995/96 | FC Hradec Králové        | Czechy         | Gambrinus Liga | 27    | 1      |
| 1996/97 | Slavia Praga             | Czechy         | Gambrinus Liga | 28    | 4      |
| 1997/98 | Slavia Praga             | Czechy         | Gambrinus Liga | 30    | 5      |
| 1998/99 | Slavia Praga             | Czechy         | Gambrinus Liga | 25    | 5      |
| 1999/00 | Slavia Praga             | Czechy         | Gambrinus Liga | 28    | 6      |
| 2000/01 | Slavia Praga             | Czechy         | Gambrinus Liga | 25    | 5      |
| 2001/02 | Borussia Mönchengladbach | Niemcy         | Bundesliga     | 29    | 1      |
| 2002/03 | Borussia Mönchengladbach | Niemcy         | Bundesliga     | 29    | 2      |
| 2003/04 | Borussia Mönchengladbach | Niemcy         | Bundesliga     | 34    | 5      |
| 2004/05 | Borussia Mönchengladbach | Niemcy         | Bundesliga     | 28    | 2      |
| 2005    | Vissel Kobe              | Japonia        | J-League       | 14    | 0      |
| 2005/06 | Dynamo Drezno            | Niemcy         | 2. Bundesliga  | 16    | 2      |
| 2006/07 | Dynamo Drezno            | Niemcy         | Regionalliga   | 34    | 4      |
| 2007/08 | Dynamo Drezno            | Niemcy         | Regionalliga   | 25    | 5      |

## Kariera reprezentacyjna
W reprezentacji Czech Ulich zadebiutował 23 września 1997 roku w wygranym 1:0 spotkaniu eliminacji do MŚ 1998 z Maltą. W 1997 roku zagrał we 2 meczach Pucharu Konfederacji 1997. W kadrze Czech od 1997 do 2000 roku wystąpił 8 razy i strzelił 1 gola. W swojej karierze grał także w reprezentacji U-21.
| Mecze i gole w reprezentacji | Mecze i gole w reprezentacji | Mecze i gole w reprezentacji | Mecze i gole w reprezentacji | Mecze i gole w reprezentacji | Mecze i gole w reprezentacji | Mecze i gole w reprezentacji |
| #                            | Data                         | Stadion                      | Rywal                        | Wynik                        | Gol                          | Rozgrywki                    |
| 1997                         | 1997                         | 1997                         | 1997                         | 1997                         | 1997                         | 1997                         |
| ---------------------------- | ---------------------------- | ---------------------------- | ---------------------------- | ---------------------------- | ---------------------------- | ---------------------------- |
| 1.                           | 23.09.1997                   | Valletta, Malta              | Malta                        | 1:0                          | 0                            | el. MŚ 1998                  |
| 2.                           | 17.12.1997                   | Rijad, Arabia Saudyjska      | Brazylia                     | 0:2                          | 0                            | PK 1997                      |
| 3.                           | 19.12.1997                   | Rijad, Arabia Saudyjska      | Urugwaj                      | 1:2                          | 1                            | PK 1997                      |
| 1998                         |                              |                              |                              |                              |                              |                              |
| 4.                           | 22.04.1998                   | Murska Sobota, Słowenia      | Słowenia                     | 3:1                          | 0                            | towarzyski                   |
| 5.                           | 27.05.1998                   | Seul, Korea Południowa       | Korea Południowa             | 2:2                          | 0                            | towarzyski                   |
| 1999                         |                              |                              |                              |                              |                              |                              |
| 6.                           | 13.11.1999                   | Eindhoven, Holandia          | Holandia                     | 1:1                          | 0                            | towarzyski                   |
| 2000                         |                              |                              |                              |                              |                              |                              |
| 7.                           | 29.03.2000                   | Cieplice, Czechy             | Australia                    | 3:1                          | 1                            | towarzyski                   |
| 8.                           | 26.04.2000                   | Praga, Czechy                | Izrael                       | 4:1                          | 0                            | towarzyski                   |